# EFM32

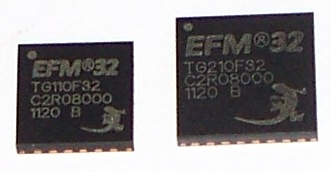
Microcontrolador EFM32

EFM32 és una família de microcontroladors que ofereix Silicon Laboratories. Els EFM32 són microcontroladors de 32 bits de diverses subfamílies basades en l'arquitectura "ARM Cortex-M",incloent-hi Cortex-M0+, Cortex-M3 i Cortex-M4. Es caracteritza especialment pel seu mode de baix consum d'energia durant el seu desenvolupament.

## Història
La família de microcontroladors EFM32 va ser desenvolupada originalment per Energy Micro. A mitjans de 2013, Energy Micro va ser adquirida per Silicon Laboratories. La taula següent enumera els fets més importants durant la última década..
| Data             | Fets                                                       |
| ---------------- | ---------------------------------------------------------- |
| Abril de 2008    | Energy Micro anuncia que ha llicenciat ARM Cortex-M3 Core. |
| Octubre de 2009  | Anunci de la família EFM32 Gecko MCU.                      |
| Desembre de 2009 | Kit de desenvolupament per a la família EFM32 Gecko MCU.   |
| Febrer de 2010   | Família EFM32 Tiny Gecko MCU.                              |
| Juliol de 2010   | Família EFM32 Giant-Gecko-MCU.                             |
| Novembre de 2010 | Anunci de l'entorn de desenvolupament Simplicity Studio.   |
| Setembre de 2011 | Família EFM32 Leopard-Gecko-MCU.                           |
| Abril de 2013    | Família EFM32 Wonder Gecko MCU.                            |
| Juny de 2013     | Silicon Laboratories anuncia l'adquisició de Energy Micro. |
| Octubre de 2013  | Família EFM32 Zero Gecko MCU.                              |
| Juny de 2014     | Simplicity Studio V2.                                      |
| Febrer de 2015   | Simplicity Studio V3.                                      |
| Maig de 2015     | Família de EFM32 Happy Gecko MCU.                          |
| Desembre de 2015 | Família de EFM32 Pearl and Jade Gecko MCU.                 |

## Propietats
L'avantatge important de la cartera EFM32 MCU és l'eficiència energètica. L'eficiència energètica prové d'operacions autònomes en modes de son profund, baixos corrents d'activitat i de son i temps d'activació ràpids. En conjunt, aquestes característiques redueixen l'energia integrada (potència al llarg del temps) durant tota la vida d'una aplicació. Els dispositius EFM32 també es construeixen per reduir els cicles de desenvolupament d'una varietat de productes, des de la mesura intel·ligent fins a aplicacions industrials i molt més. Són compatibles amb el pin / programari, escalables a través d'amplis requisits d'aplicació i són compatibles amb múltiples plataformes de desenvolupament. A més, com que l'arquitectura MCU és la peça fonamental comuna de la cartera Gecko sense fils (EFR32) amb compatibilitat tant de programari com de maquinari (pin / paquet), els productes EFM32 ofereixen una via simplificada per a aplicacions sense fils.

### Característiques
La família MCU EFM32 té algunes característiques crítiques útils per a aplicacions IoT. Les principals característiques arquitectòniques són el disseny de modes de baix consum i el sistema perifèric de reflexos (PRS), que proporciona als desenvolupadors un sistema de connexió perifèrica amb vuit triggers per gestionar l'execució de la tasca sense intervenció de la CPU. A un nivell baix, l'MCU es pot dividir en vuit categories: el nucli i la memòria, la gestió del rellotge, la gestió de l'energia, les interfícies en sèrie, els ports d'E/S, els temporitzadors i els disparadors, les interfícies analògiques i els mòduls de seguretat.

Pel que fa a la CPU central, les MCU EFM32 integren la tecnologia ARM Cortex-M, que va des del Cortex-M0 + fins al Cortex-M4.
Per habilitar l'operació Gecko MCU i aprofitar l'arquitectura ultralow power, les aplicacions poden funcionar amb una velocitat de rellotge d'entrada principal de 4 MHz a 48 MHz. Per reduir la necessitat de components electrònics externs, l'EFM32 també integra rellotges de freqüència baixa i de freqüència ultralleugera. Les MCU també integren reguladors de tensió interns per a dissenys de sistemes més compactes.
A més de la flexibilitat de la CPU i de la velocitat de rellotge per a aplicacions específiques, la cartera EFM32 ofereix una àmplia gamma d'opcions de recursos de memòria, per a l'emmagatzematge d'aplicacions (Flash), l'execució de l'aplicació (RAM) i altres necessitats, com ara la implementació de RTOS. Els dispositius inclouen memòria flash interna de tan sols 4 kB i fins a 1024 kB, i la memòria RAM de fins a 2 kB i fins a 128 kB.
Per permetre a les aplicacions detectar, controlar i comunicar-se amb un sol microcontrolador de baixa potència, les MCU EFM32 contenen interfícies analògiques i digitals completes. Les interfícies digitals serials inclouen USART, UART de baix consum, I2C i USB. El bloc de temporitzadors i disparadors de l'MCU inclou un criotímer, un comptador de pols de baixa energia (PCNT) i un comptador de temps real de còpia de seguretat (RTC). Els mòduls analògics inclouen ADC, DAC, amplificadors operatius i comparadors analògics. Per a aplicacions que requereixen proteccions de seguretat més elevades, les MCU EFM32 ofereixen diversos motors de xifrat de maquinari i comprovació de redundància cíclica (CRC). Per a les E / S generals, les MCU disposen de fins a 93 pins GPIO i diverses variants tenen controladors LCD.

### Recursos de disseny i desenvolupament
Per dissenyar, desenvolupar, construir i provar ràpidament aplicacions EFM32, els desenvolupadors disposen de diversos recursos: un entorn de desenvolupament integrat (IDE) gratuït, eines d'anàlisi de rendiment, eines de configuració i utilitats, compiladors flexibles i plataformes de desenvolupament, piles de programari, codi de referència i dissenyar exemples, notes d'aplicació, vídeos de formació, fons blancs i molt més.
Silicon Labs Simplicity Studio és una plataforma de desenvolupament gratuïta basada en Eclipse, amb eines de configuració gràfica, eines de perfilat d'energia, eines d'anàlisi de xarxes sense fils, demostracions, exemples de programari, documentació, suport tècnic i fòrums de comunitat. També inclou opcions d'eina de compilador flexibles, incloent GCC per ARM, Keil, IAR Embedded Workbench, i altres eines de tercers.
Dues de les eines de desenvolupament més populars a Simplicity Studio IDE són Advanced Energy Monitor (AEM) i el Network Debugger anomenat "Packet Trace". Advanced Energy Monitor és una eina EFM32 que permet als desenvolupadors fer perfils energètics mentre la seva aplicació s'està executant. També permet correlacions de codi directe per optimitzar no només el disseny de maquinari, sinó també el programari. El depurador de xarxa és una eina que permet als desenvolupadors utilitzar les MCU sense fils de Gecko per traçar el trànsit de xarxa i els paquets a través de nodes de la xarxa.
EFM32 és compatible amb múltiples sistemes operatius de temps real (RTOS) de tercers i biblioteques de programari, controladors i piles. Algunes solucions RTOS que estan habilitades amb els EFM32 són els sistemes operatius Micro-Controller (uC / OS) (Micrium), FreeRTOS, GNU Chopstx, embOS (Segger) i mbed OS (ARM). L'octubre del 2016, Silicon Labs va adquirir Micrium. A més de piles de middleware crítiques amb IoT, com ara TCP / IP, Micrium proporciona un RTOS de qualitat comercial certificat que permet dissenyar IoT integrat per gestionar la gestió de tasques en temps real, cosa que pot ser important per a algunes aplicacions MCU i encara més imprescindible per a aplicacions sense fils. Alguns exemples de projectes es poden trobar en la pàgina web de Micrium.

## Perifèrics
Segons el tipus, els microcontroladors EFM32 tenen diferents unitats perifèriques internes. Les aplicacions típiques inclouen GPIO, convertidor analògic a digital, convertidor digital a analògic, cronòmetre, controlador UART, interfícies sèrie síncrones com ara I²C i interfície de perifèria sèrie (SPI) i un rellotge en temps real (RTC). Alguns d'aquests perifèrics es poden utilitzar de forma autònoma sense interacció amb el nucli del microcontrolador, que entre altres coses redueix el consum d'energia.

### GPIO
L'entrada o la sortida de la informació digital és una tasca fonamental per a un microcontrolador (principi EVA). Com a regla general, les entrades i sortides digitals es multiplexen en microcontroladors. Això significa que les funcions diferents es mostren al mateix pin i la funció finalment disponible es pot seleccionar mitjançant registres de control. D'aquesta manera, es posen a la seva disposició diverses funcions digitals d'E/S, així com funcions de mòduls (com ara senyals UART, senyals I2C, senyals SPI, senyals PWM, etc.). Aquesta flexibilitat permet que el mateix microcontrolador s'utilitzi en una àmplia gamma d'aplicacions i que adapti de manera flexible la seva fixació a l'aplicació.
En el cas de la família EFM32, també es pot configurar el mode de funcionament de la E/S (tristate, push-pull, open-drain, pull-up resistor, resistència desplegable), la capacitat de conducció de les sortides digitals i el comportament d'interrupció. A més, la funcionalitat digital es pot desactivar completament, de manera que es pugui utilitzar el pin com a entrada o sortida analògica.

### Conversió analògica-digital
Per utilitzar el microcontrolador en aplicacions de sensors, moltes fitxes també contenen mòduls perifèrics analògics corresponents. Un mòdul important aquí és el convertidor de digital analògic (convertidor analògic a digital en anglès, ADC). Per a alguns microcontroladors EFM32, per tant, s'integra un convertidor analògic a digital. La resolució del convertidor es pot programar amb l'EFM32: es pot seleccionar una resolució de 6 bits, 8 bits o 12 bits. A més, hi ha la possibilitat d'un sobreexplotació assistida per maquinari per millorar encara més la resolució. Mitjançant l'elecció adequada de la resolució, es pot optimitzar el temps de conversió i, per tant, es pot ajustar el consum mitjà d'energia de l'aplicació. Per a molts microcontroladors, la tensió de referència utilitzada per al convertidor analògic a digital s'especifica per separat en el full de dades. No és així amb l'EFM32: aquí ja s'inclou la influència de la referència integrada a l'especificació del convertidor analògic-digital.